# 法保 (赫舍里氏)
法保（17世纪?—1710年），或作发保，都英额赫舍里氏，滿洲正黄旗人。
辅政大臣、一等公索尼第六子，孝诚仁皇后叔父，康熙年间官至内大臣。康熙六年袭一等公。康熙二十二年，削公爵。康熙四十一年，袭兄长心裕遗留的一等伯。康熙四十九年病逝。

## 亲属
- 父：索尼。
- 兄：
  - 噶布喇，一等公爵、官至领侍卫内大臣(仁孝皇后之父)。
  - 噶喇珠(早夭)。
  - 索额图，官至保和殿大学士、议政大臣、户部尚书。
  - 柯尔坤，官至头等侍卫。
  - 心裕，袭一等伯、官至领侍卫内大臣、都统。
- 子：
  - 法尔萨，袭一等伯、官至散秩大臣。
  - 达尔马，袭一等公爵。
  - 那思泰

已知的姐妹有两位，一位为安和亲王岳乐福晋，另一位为豫亲王多铎四子贝勒察尼福晋；已知有一位孙女，嫁给宗室副理事官穆特布为妻。